# Gilman Marston

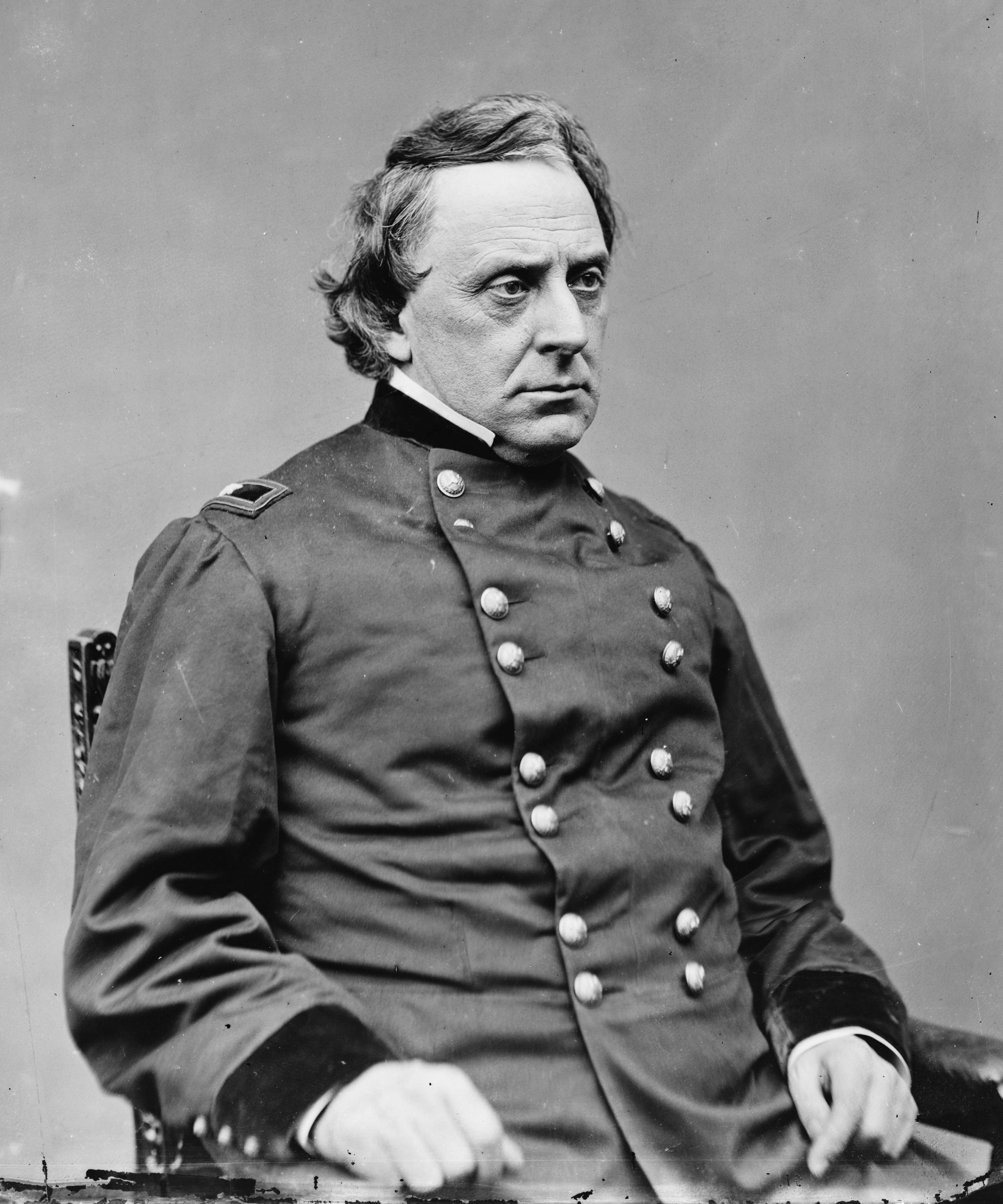
Gilman Marston

Gilman Marston (* 20. August 1811 in Orford, Grafton County, New Hampshire; † 3. Juli 1890 in Exeter, New Hampshire) war ein US-amerikanischer Politiker (Republikanische Partei), der den Bundesstaat New Hampshire in beiden Kammern des Kongresses vertrat. Während des Bürgerkrieges diente er als Brigadegeneral im US-Heer.

## Frühe politische Laufbahn
Gilman Marston machte 1837 seinen ersten Abschluss am Dartmouth College in Hanover, New Hampshire und bestand drei Jahre später sein juristisches Examen an der Harvard University. Nach seiner Aufnahme in die Anwaltskammer praktizierte er ab 1841 als Jurist in Exeter. Seine politische Laufbahn begann mit der Mitgliedschaft im Repräsentantenhaus von New Hampshire zwischen 1845 und 1849; 1850 nahm er als Delegierter am Verfassungskonvent des Staates teil.
1858 kandidierte Marston erstmals für einen Sitz im Repräsentantenhaus der Vereinigten Staaten. Nach erfolgreicher Wahl vertrat er den ersten Distrikt von New Hampshire zwischen dem 4. März 1859 und dem 3. März 1863 in Washington. Dort gehörte er zu den entschiedenen Befürwortern der Politik von US-Präsident Abraham Lincoln und des Krieges gegen die Konföderation.

## Bürgerkrieg
Schon während seiner Zeit als Abgeordneter schloss sich Marston dem US-Heer an. Er war zunächst Kommandeur des 2. New Hampshire-Infanterie-Regiments und nahm an der Ersten Schlacht am Bull Run im Juli 1861 teil. Dabei zog er sich eine schwere Armverletzung zu; doch er verweigerte eine Amputation. Als er wieder gesund war, folgten Einsätze im Halbinsel-Feldzug, der Zweiten Schlacht am Bull Run und der Schlacht von Fredericksburg. Am 29. November 1862 wurde Marston zum Brigadegeneral befördert. Er gehörte zur Potomac-Armee, wurde aber noch vor der Schlacht bei Chancellorsville zur Verteidigung der Bundeshauptstadt Washington abkommandiert. So konnte er dann auch seinen zwischenzeitlichen vakanten Sitz im Kongress wieder einnehmen.
Nach der Schlacht von Gettysburg erhielt Marston den Auftrag, ein Gefangenenlager in Maryland zu errichten, das später als Point Lookout bekannt wurde. Die Oberaufsicht über die Aktivitäten in diesem Gebiet führte Generalmajor Benjamin Franklin Butler. 1864 führte Marston eine Brigade im XVIII. Korps unter Generalmajor William Farrar Smith, das beim Bermuda-Hundert-Feldzug zum Einsatz kam. Er war außerdem an der Schlacht von Cold Harbor beteiligt, die für seine Brigade mit schweren Verlusten endete. Während der Zweiten Schlacht von Petersburg war er zeitweise Kommandeur der 1. Division des XVIII. Korps. Im Anschluss befehligte er die Unionseinheiten, die auf dem nördlichen Ufer des James eingesetzt waren und wurde später erneut Kommandeur der 1. Division, mit der er an der Zweiten Schlacht von Fair Oaks im Oktober 1864 teilnahm. Nachdem er wieder in den Kongress gewählt worden war, nahm er 1865 seinen Abschied aus dem Militärdienst; für seinen Einsatz im Krieg wurde er vom Staat New Hampshire besonders gewürdigt.

## Rückkehr in den Kongress
Marston nahm seinen Sitz im Repräsentantenhaus, der zwischenzeitlich an Daniel Marcy gefallen war, am 4. März 1865 wieder ein und verblieb dort für zwei Jahre. Das ihm angetragene Amt des Gouverneurs des Idaho-Territoriums lehnte er 1870 ab; stattdessen absolvierte er 1872, 1873 und von 1876 bis 1878 weitere Amtsperioden im Parlament seines Heimatstaates. 1876 schlug ein Versuch fehl, wieder in den Kongress gewählt zu werden. Im selben Jahr war er erneut Delegierter beim Verfassungskonvent von New Hampshire.
Am 4. März 1889 wurde Marston dann schließlich noch zum US-Senator ernannt, wobei er allerdings nur die Zeit einer kurzen Vakanz ausfüllte. Sein Vorgänger William E. Chandler wurde auch zu seinem Nachfolger gewählt und löste Marston am 18. Juni desselben Jahres wieder ab. Dieser verstarb im Jahr darauf in Exeter und wurde dort auch beigesetzt.